# Richard Biebl
Richard Biebl (* 12. Februar 1908 in Salzburg; † 25. Februar 1974 in Wien) war ein österreichischer Botaniker und Pflanzenphysiologe. 

## Leben
Nach dem Studium der Naturwissenschaften in Verbindung mit Physik und Philosophie an der Universität Wien legte Biebl 1931 das Lehramtsexamen ab und unterrichtete bis 1939 an verschiedenen Mittelschulen in Wien. Bereits seit 1930 war er daneben als Demonstrator am Pflanzenphysiologischen Institut der Universität Wien tätig, an der er sich 1938 für Anatomie und Physiologie der Pflanzen habilitierte und 1939 zum außerordentlichen Professor ernannt wurde.
1964 übernahm er als ordentlicher Professor die Leitung des Pflanzenphysiologischen Instituts der Universität Wien, die er bis zu seinem Tod innehatte. Im Jahr 1969 wurde er zum Mitglied der Gelehrtenakademie Leopoldina gewählt. 
Er führte den Begriff der „Protoplasmatischen Ökologie“ in die Botanik ein und veröffentlichte unter anderem „Praktikum der Pflanzenanatomie“ (1950, mit Hermann Germ) und „Protoplasmatische Ökologie der Pflanzen“ (1962).